# あなた買います
『あなた買います』（あなたかいます）は、1956年に発表された小野稔の小説、およびそれを原作とした日本映画。
前年秋に穴吹義雄が南海ホークスに入団した際、複数球団による争奪合戦が繰り広げられ、大金等が動いたとされる騒動を題材とした。

## 映画
1956年11月21日に公開。製作・配給は松竹。キネマ旬報ベストテン第10位(実質は「太陽とバラ」と同点9位)。
スタッフ
- 監督：小林正樹
- 脚本：松山善三
- 原作：小野稔
- 撮影：厚田雄春
- 音楽：木下忠司
- 美術：平高主計
- 録音：大村三郎
- 編集：濱村義康
- 撮影助手：川又昂

キャスト
- 岸本大介：佐田啓二
- 谷口苗子：岸恵子
- 栗田五郎：大木実
- 球気一平：伊藤雄之助
- 谷口涼子：水戸光子
- 大串：東野英治郎
- 栗田為吉：三井弘次
- 島悠助：多々良純
- 六甲忠助：石黒達也
- 宮沢監督：須賀不二男
- 白石梅之助：佐々木孝丸
- 古川太郎：山茶花究
- 坂田豪助：十朱久雄
- 栗田三郎：磯野秋雄
- 栗田四郎：織本順吉
- 栗田米次：花沢徳衛
- 三郎の嫁・里子：水上令子
- 夏目詮三：小林十九二
- 新聞記者：内田良平
- 事務員：稲川善一
- 新聞記者：末永功
- 高山の母親：草香田鶴子

## 受賞
- 第30回キネマ旬報ベスト・テン
  - 主演男優賞（佐田啓二）
  - 日本映画ベスト・テン 第10位
- 第11回毎日映画コンクール 男優主演賞（佐田啓二） ※『台風騒動記』と合わせての受賞
- 第7回ブルーリボン賞
  - 主演男優賞（佐田啓二） ※『台風騒動記』と合わせての受賞
  - 助演男優賞（多々良純） ※『鶴八鶴次郎』『台風騒動記』と合わせての受賞

| スタブアイコン | サブスタブ | この項目は、まだ閲覧者の調べものの参照としては役立たない、映画に関連した書きかけの項目です。この項目を加筆・訂正などしてくださる協力者を求めています（P:映画/PJ:映画）。 |